# Versailleux
Versailleux es una comuna francesa del departamento de Ain, en la región de Auvernia-Ródano-Alpes.

## Demografía
| 221 | 205 | 198 | 210 | 219 | 255 | 326 | 375 |
| Para los censos de 1962 a 1999 la población legal corresponde a la población sin duplicidades (Fuente: INSEE [Consultar]) |     |     |     |     |     |     |     |

## Lugares y monumentos
- El castillo de Versailleux, del siglo XII.
- La iglesia románica de Saint-Pierre-Saint-Paul.
- El parque ornitológico de 23 hectáreas.